# محطة قطار بوكموزة
مَحطة بوكموزة هي محطة قطار جزائرية تقع في بلدية وادي فراغة بولاية قالمة. تُعدّ جزءًا من شبكة الخطوط الإقليمية التي وتديرها الشركة الوطنية للنقل بالسكك الحديدية في الجزائر.

## الموقع في السكك الحديدية
تَقع المحطة في بلدة بوخموزة، شمال شرق بلدية وادي فراغة، على الخط الرابط بين عنابة وجبل العنق . تسبقها محطة رقوش أحمد وتتبعها محطة وادي فراغة .

## تاريخ
خلال فترة الاستعمار ، كانت المحطة تسمى محطة القديس يوسف النجار قبل عام 1962  ,  .

## خِدمة الركاب

### خدمة
وتخدم محطة قطار بوشجوف القطارات الجهوية على خط سكك عنابة إلى تبسة.

## أنظر أيضا

### مقالات ذات صلة
- خط من عنابة إلى جبل العنق
- قائمة محطات القطارات في الجزائر

### روابط خارجية
- "ش.و.ن.س.ح". الشركة الوطنية للنقل بالسكك الحديدية. مؤرشف من الأصل في 2025-05-05..